# The Light Is Coming
The Light Is Coming (stylizowane na the light is coming) – utwór amerykańskiej piosenkarki Ariany Grande z gościnnym udziałem Nicki Minaj. Pierwszy singel promocyjny został wydany 20 czerwca 2018 roku wraz z przedsprzedażą czwartego albumu studyjnego artystki, Sweetener, z którego pochodzi nagranie. Za produkcję piosenki odpowiedzialny jest amerykański muzyk, Pharrell Williams.